# 沢尻の大ヒノキ（サワラ）

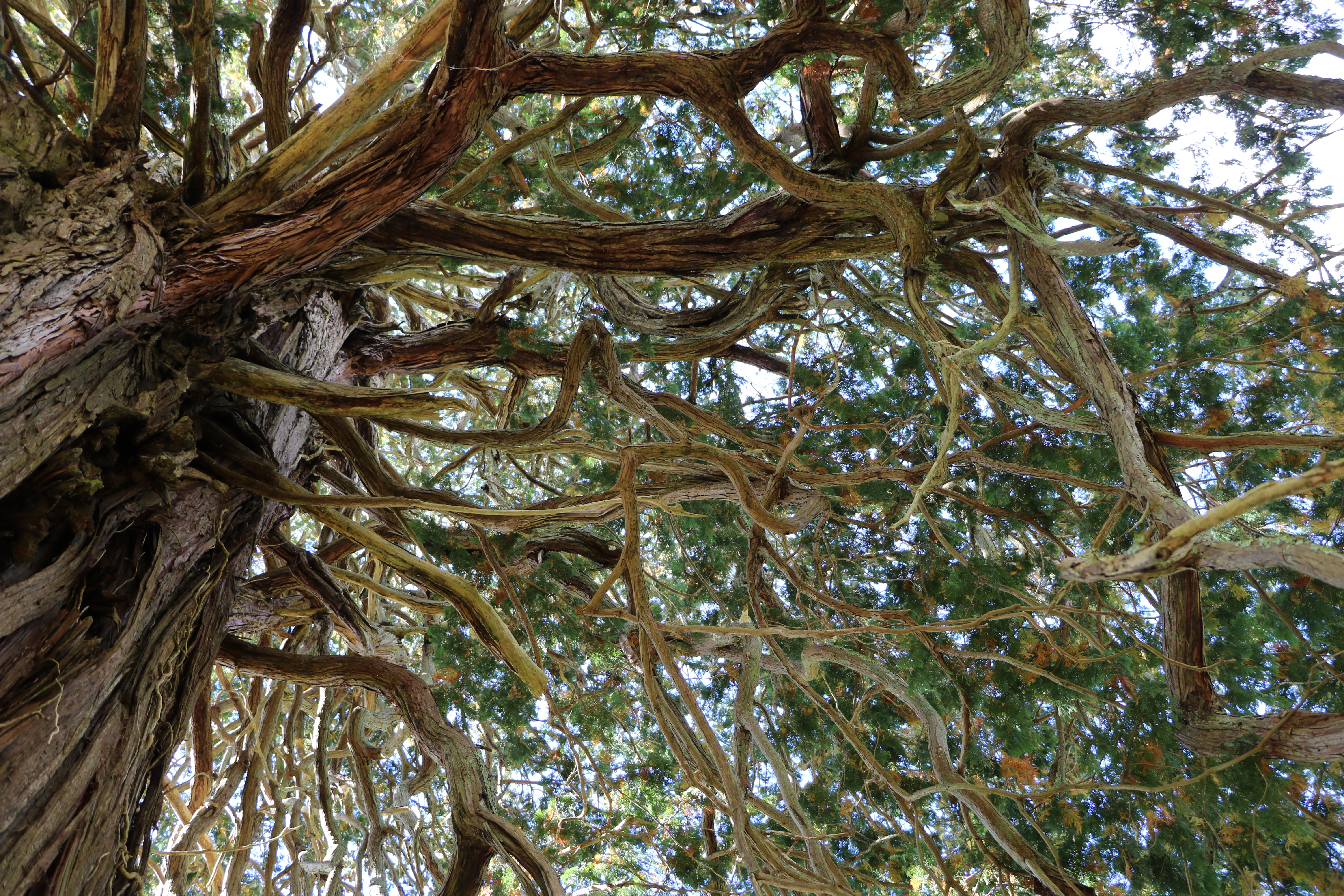
沢尻の大ヒノキ（サワラ）。2023年10月25日撮影。

沢尻の大ヒノキ（サワラ）（さわじりのおおヒノキ（サワラ））は、福島県いわき市川前町上桶売字上沢尻に生育する、国の天然記念物に指定されたサワラの巨樹である。古くから地元では「大ひのき（大桧）」と呼ばれヒノキとして扱われていたことから、国の天然記念物指定時にはヒノキが冠された「沢尻の大ヒノキ」の名称で指定されたが、実際の樹種はサワラである。
サワラ（椹、学名：Chamaecyparis pisifera）は、ヒノキ科ヒノキ属の常緑針葉樹の日本固有種であり、自然分布の北限は岩手県の北上山地、南限は長崎県の島原半島である。同じヒノキ科ヒノキ属であるサワラとヒノキは、よく似ているため間違えやすく、葉の形状で見分けがつくとされるものの、当地でも古くから「ひのき」とされていたように一般には見分けが難しい樹種である。
サワラの巨樹として学術上貴重なものであり、指定時期としては比較的新しい1974年（昭和49年）8月10日に国の天然記念物に指定された。日本国内に自生生育する最大のサワラの個体であり、国の天然記念物に指定されている唯一のサワラである。

## 解説

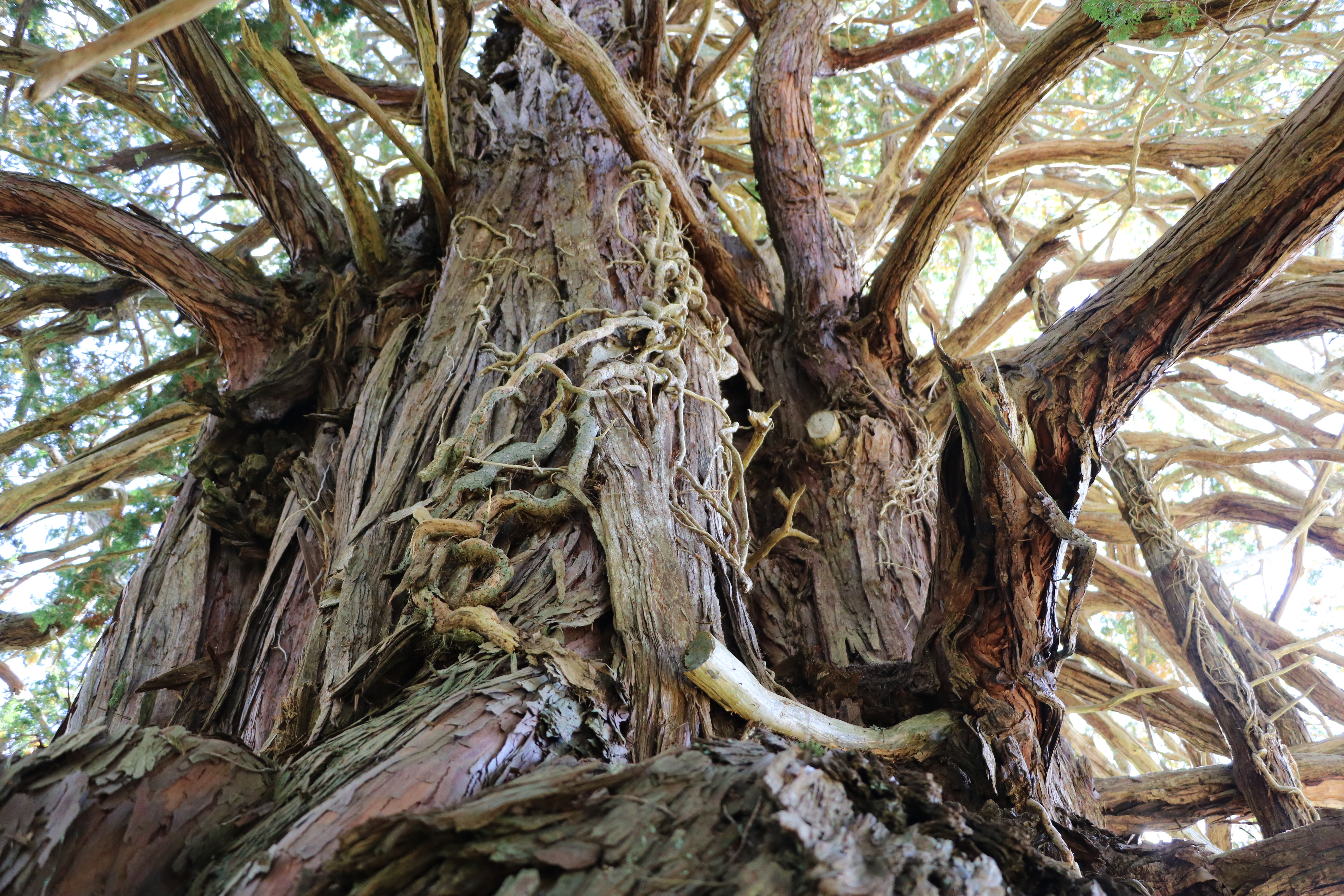
木蔦の類が絡み合い付着する主幹。2023年10月25日撮影。

沢尻の大ヒノキ（サワラ）は、いわき市の最北西端に近い川前町上桶売（かみおけうり）地区の、なだらかな南側斜面に開けた階段状の畑の一角、標高約510メートルの場所に生育しており、当地の宇佐美家が代々所有管理する個人所有の国の天然記念物である。上桶売地区は阿武隈高地中央部の丘陵と畑地が連なる一帯で、住所はいわき市であるが、すぐ西側には田村郡小野町との境界があり、最寄り駅も小野町にあるJR磐越東線夏井駅である。
段々畑の中ほどにある独立樹で、周囲に他の樹木が無いため枝張りも良く四方に広がっている。このうち南側と北側の枝の先端部は自重のため垂れ下がり一部は地面に届いて接触している。サワラとしては唯一の国の天然記念物であり、かつ環境省が2000年（平成12年）に実施した樹種別全国最大級の巨木調査によれば、サワラとしては日本第1位の巨樹である。また平成28・29年度に福島県森林計画課が実施した計測によれば、樹高29.0メートル、地上高1.3メートル地点での幹周りが10.22メートルと、福島県内第7位の巨木にランクされている。
樹高や幹回りなどは計測位置の差異など資料によりバラつきがあり、1995年（平成7年）の講談社『日本の天然記念物』では、根周り9.5メートル、斜面下側から1.5メートルでの幹囲は9.55メートル、樹高は21.2メートルとあるが、2017年（平成29年）に、いわき市教育委員会が発行した『いわき市の文化財』では、樹高34.28メートル、胸の高さでの幹周りは9.5メートル、文化庁の国指定文化財等データベースでは根元の周囲11.8メートル、地上1.3メートルでの幹囲9.8メートル、樹高34.3メートルである。
下垂する枝葉で覆われているため遠景からでは分かり難いが、地上3メートルのところから主幹が2つに分岐して上方に伸びており、梢が2本になっている。枝張りは四方に広がり樹冠は南北方向に約20メートルに達し、樹皮は縦に裂けて深い切れ込み状になってゴツゴツしており、これらの上にツルマサキ（蔓柾）や、キヅタ（木蔦）の太い蔓が絡みついている。
推定される樹齢は800年とも、1000年、1040年とも言われ、根元には氏神を祀った小さな祠があり「ツトッコ」「ツッコ」と呼ばれる藁細工が供えられ、巨樹に対する崇敬と信仰の対象として沢尻の大ヒノキは地域の人々により大切に保護されており、旧暦9月10日には新穀祭が行われる。

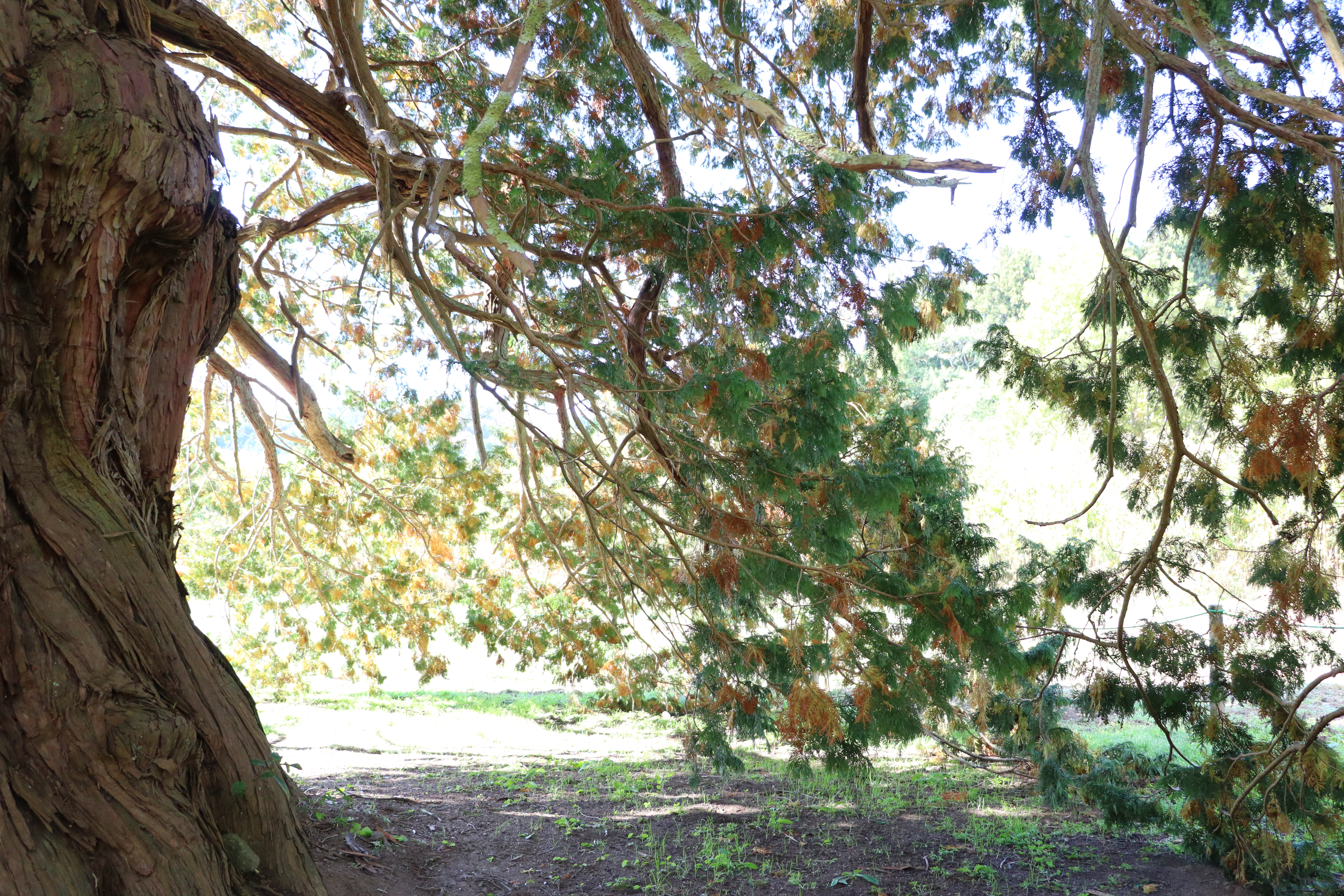
自重で枝垂れる枝。2023年10月25日撮影。
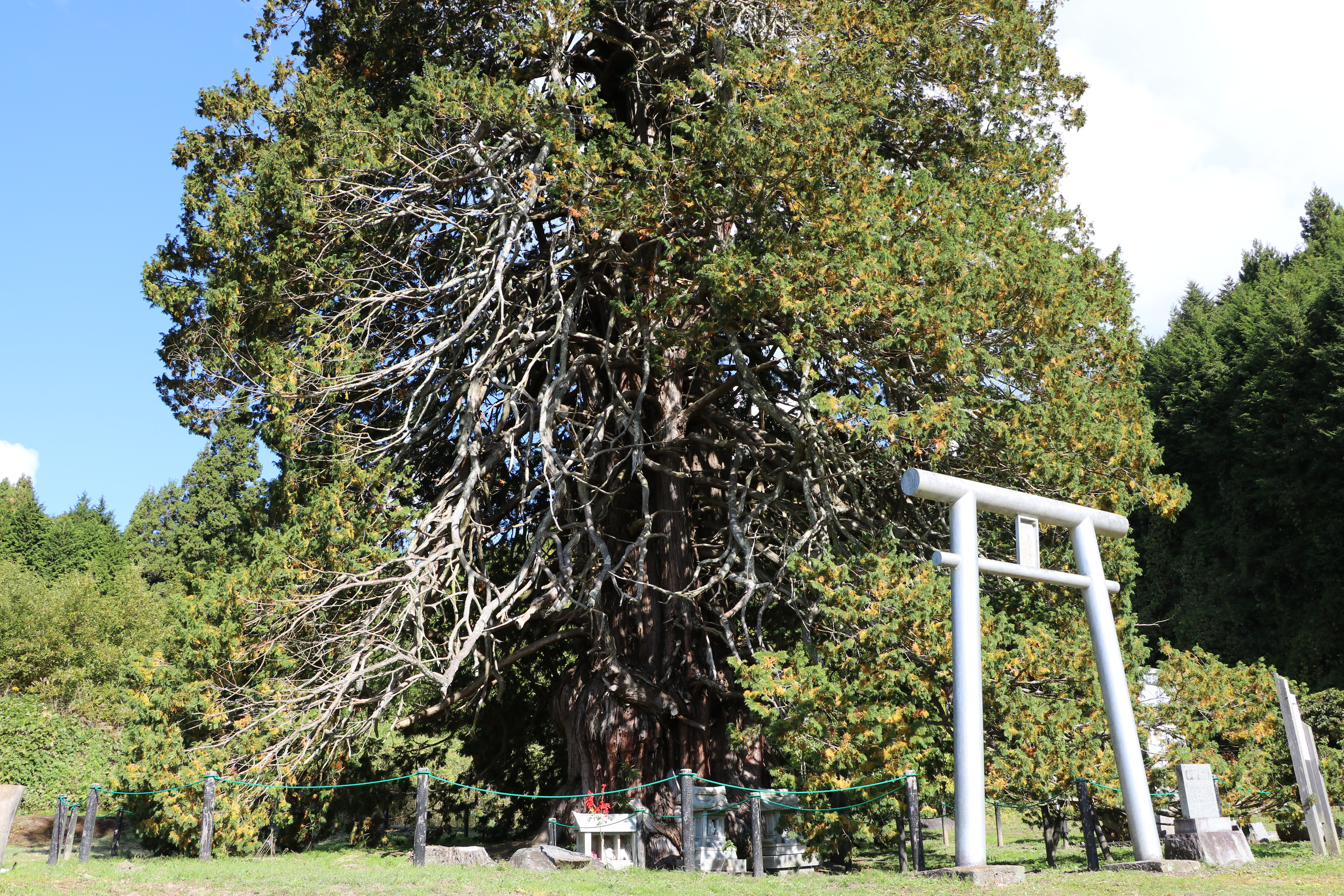
氏神の祠が祀られている。2023年10月25日撮影。
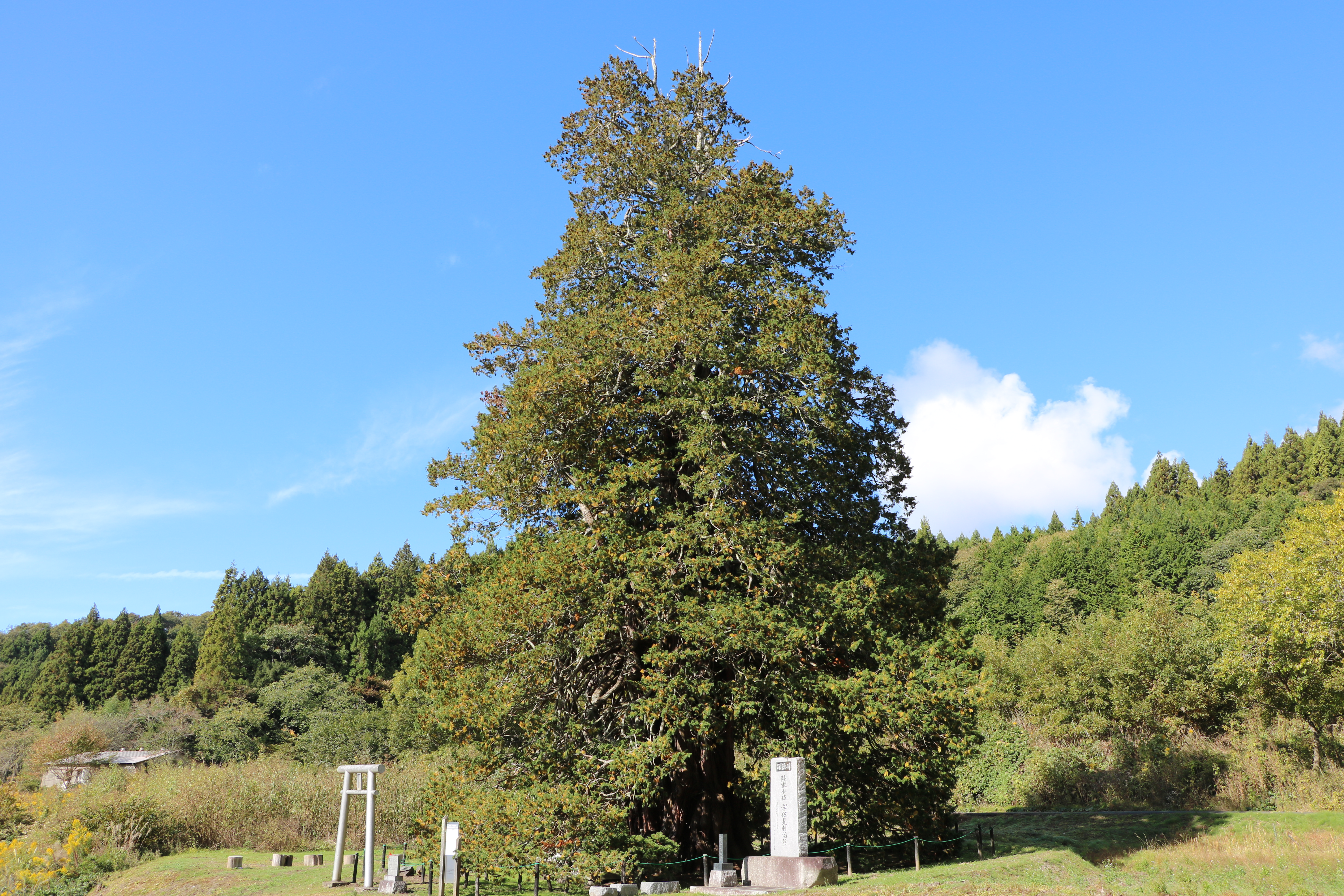
東側から見た全景。2023年10月25日撮影。

## 交通アクセス
所在地
- 福島県いわき市川前町上桶売上沢尻5-ロ[3][7]。

交通
- 磐越自動車道小野インターチェンジより車で約17分[4]。
- JR磐越東線夏井駅より車で約15分[4]。